# Nils Edstam
Nils Elof Werner Edstam, född 8 januari 1913 i Stockholms Storkyrkoförsamling, död 20 december 1989 i Johanneshov, Enskede församling, var en svensk kompositör, musikarrangör och musiker (pianist). Under tio år var han kapellmästare för Casinorevyn på Casinoteatern.
Han är far till musikalartisten Annica Edstam, Anneli Hedenö, Kerstin Edstam och Nils-Erik Edstam.
Nils Edstam är gravsatt på Hässleholms Östra begravningsplats.

## Filmmusik
- 1948 – Loffe som miljonär
- 1946 – Hotell Kåkbrinken
- 1941 – Uppåt igen
- 1955 – Far och flyg

## Filmografi roller
- 1949 – Lattjo med Boccaccio